# Botanophila peltophora
Botanophila peltophora är en tvåvingeart som beskrevs av Li, Cui och Fan 1993. Botanophila peltophora ingår i släktet Botanophila och familjen blomsterflugor.
Artens utbredningsområde är Henan (Kina). Inga underarter finns listade i Catalogue of Life.